# Sexy Girl
Sexy Girl è il singolo d'esordio della cantante pop italiana Sabrina Salerno, incluso nell'album di debutto della cantante Sabrina.

## Descrizione
Prodotta da Claudio Cecchetto, la canzone è stata pubblicata nell'estate del 1986, riscuotendo un buon successo in Italia, dove diventa la sigla del Festivalbar 1986, a cui Sabrina partecipa. Il singolo è stato inoltre ripubblicato nel 1988 in versione remix, riscuotendo successo in Finlandia e Australia.
Nel 2008 Sabrina ha inciso una nuova versione del brano, che viene inserita nell'album di quell'anno Erase/Rewind Official Remix.

## Tracce e formati
7" single
1. "Sexy Girl" – 3:20
2. "Sexy Girl" (instrumental) – 5:00

12" maxi
1. "Sexy Girl" (long version) – 7:03
2. "Sexy Girl" (instrumental dance) – 6:00

12" maxi - Remixes
1. "Sexy Girl" (remix) – 5:30
2. "Sexy Girl" (club mix) – 4:00
3. "Sexy Girl" (USA radio version) – 3:40

CD maxi
1. "Sexy Girl" (long version) – 7:03
2. "Sexy Girl" (instrumental dance) – 6:00
3. "Sexy Girl" (remix) – 5:30

## Crediti
- Scritta da Matteo Bonsanto, N. Hackett and Roberto Rossi
- Fotografia di Fabio Nosotti
- Artwork by and "Sexy Girl" logo designed by Massimo Capozzi
- Remixes by Ma-Ma,  Walter Biondi and Jay Burnett
- Executive produced by Matteo Bonsanto and Roberto Rossi
- Produced by Claudio Cecchetto

## Classifiche
| Classifica (1986) | Posizione raggiunta |
| ----------------- | ------------------- |
| Italia            | 16                  |
| Classifica (1988) | Posizione raggiunta |
| Australia         | 36                  |